# The CNK
Pour les articles homonymes, voir CNK.
The CNK, diminutif de The Cosa Nostra Klub, est un groupe de metal industriel français, originaire de Clermont-Ferrand, en Auvergne. Le groupe est initialement formé en 1996 sous le nom de Count Nosferatu, nom sous lequel ils publient deux démos, Das schwarze Order (1996), et Soleil noir (1998). Le groupe se reforme en 2002, sous le nom de Count Nosferatu Kommando, puis sous The Cosa Nostra Klub, qui devient alors The CNK.

## Biographie

### Débuts (1996–1998)
Le groupe est initialement formé en 1996 à Clermont-Ferrand, en Auvergne, sous le nom de Count Nosferatu. Le groupe jouait du black metal. À l'année de sa formation, le groupe enregistre et publié une première cassette démo indépendante intitulée Das schwarze Order en octobre 1996, qui suit deux ans plus tard, en juillet 1998, de la démo Soleil noir, publiée au label Drakkar Productions. Le groupe se sépare en 1998.

### Retour (2002–2005)
Hreidmarr se focalise sur Anorexia Nervosa après les avoir rejoint en 1998, une des raisons de la mise en pause de Count Nosferatu. Ils attendent quatre ans avant de sortir un nouvel album, Ultraviolence Über Alles, en 2002, sous le nom de Count Nosferatu Kommando. Cet album est décrit comme un mélange de guitares, d'armes à feu et de guerre, dans le but de créer une musique massive et violente. Le groupe s'emploie à repousser les limites, créant ce nouveau son, à l'ambiance machine. Le groupe n'eut pas l'occasion de présenter cet album en live.

### L'Hymne à la joie(2005–2008)
Le 20 décembre 2005, Hreidmarr quitte Anorexia Nervosa, et la machine The CNK se remet en marche. Le duo recrute alors Sylvicious (aussi batteur de Tamtrum) et le designer parisien Valnoir (du studio de création graphique Metastazis) afin de créer une formation stable. Count Nosferatu Kommando devient alors The Cosa Nostra Klub.
L'album L'Hymne à la joie est publié au label Season of Mist à la fin 2007. Ce nouvel album délivre une musique totalement différente de Ultraviolence Über Alles, due en partie à de nouvelles méthodes de création. Ils n'hésitent pas à sampler de la musique classique provenant entre autres de Beethoven, Orff, Prokofiev, Borodine ou Tchaïkovski. La tournée suivant ce nouvel album, appelée Live Meeting Over Europa, permet de voir la nouvelle formule du groupe monter sur scène pour la première fois depuis ses débuts, intégrant aussi bien des titres du premier album que du dernier. Le 13 novembre 2008, le groupe annonce sur leur site que le batteur Sylvicious est remplacé par Fabrizio Volponi (Antaeus, Horrid Flesh).
Sept années après la sortie de l'album Ultraviolence Über Alles, alors introuvable, le groupe sort une réédition de l'album intitulée Ultraviolence Über Alles - Übercharged Edition sur le label de Season of Mist. La réédition comprend l'album original, toutefois remasterisé, mais aussi un nouvel artwork et l'ensemble des morceaux dans des versions reprises ou remixées par différents artistes comme Tamtrum, Herrschaft, BlackRain, et Varsovie.

### Révisionnisme(2010–2014)
Le 3 mars 2011, Valnoir quitte la formation live du groupe, laissant sa place à Zoé (Herrschaft). The CNK entreprend de nouveaux concerts dont la tournée The CNK Do Your Shitty Town, et travaille en parallèle sur leur prochaine livraison, un album de reprises, prévu pour l'été 2012. Cet album accueille la participation de Snowy Shaw (Therion, Notre Dame, Dimmu Borgir), et produit par Xort du Drudenhaus Studio et Zoé. L'album s'intitule Révisionnisme et se caractérise par un son orienté années 1970, avec un style mêlant pop, rock et glam.
Au début de 2014, The CNK s'allient avec Herrschaft pour un concert spécial au Petit Bain le samedi 26 avril.

### Paris brûle-t-il?(depuis 2015)
En janvier 2015, le groupe signe au label Dooweet Records. Ils annoncent en parallèle la sortie d'un DVD live.
En mai 2015, le groupe publie son premier DVD live, Paris brûle-t-il ?, au label Dooweet Records. Ils organisent une projection en avant-première au Grand Rex de Paris, précédé d'une conférence de presse,.

## Membres

### Membres actuels
- Mr. Heinrich Von B (Jean-Sébastien Ogilvy) - guitare, programmation, chant
- RMS Hreidmarr (Nicolas St. Morand) - chant, écriture des textes (ancien chanteur d'Anorexia Nervosa et de Malveliance) (depuis 2002)
- Fabrizio Volponi - batterie, percussions (ex-Antaeus, ex-Horrid Flesh) (depuis 2008)
- Zoé von Herrschaft- basse (également guitariste du groupe Herrschaft et fondateur du Studio Zoé H.) (depuis 2011)

### Anciens membres
- Mr. Sylvicious (Sylvain Deslaves) - batterie, percussions (aussi membre fondateur de Tamtrum, batteur de Lucky Striker 201, et batteur intérimaire de Punish Yourself) (2005-2008)
- Mr. Valnoir (Jean-Emmanuel Simoulin) - basse (également designer du groupe et fondateur du studio de création graphique Metastazis 2005-..., puis fondateur du groupe Glaciation -2010-2015)
- Grafin Orlock - synthétiseur
- Melissa De Sainte Croix (Melissa DSC) - basse
- Doktor Holocausto - batterie
- Athevros - guitare
- Sir Orias - basse
- Morbus Gravis - basse
- Lord Sidragazum - batterie